# Acústico MTV
Acústico MTV é um programa musical de televisão exibido originalmente pela MTV Brasil e atualmente pela MTV, inspirado na série MTV Unplugged, programa norte-americano criado em 1989 onde bandas e artistas tocam suas músicas em versão acústica, ou seja, com instrumentos acústicos e não elétricos.
Inicialmente, o Acústico MTV nasceu como um programa de televisão e posteriormente virou um selo musical, levando o mercado musical ao seu auge para a indústria fonográfica brasileira.
Com o fim da gestão da MTV Brasil pelo Grupo Abril em setembro de 2013, a emissora passou a não produzir mais o programa. Assim sendo, o último acústico foi com Arnaldo Antunes. Porém, em novembro de 2018, a Viacom (atual detentora dos direitos da MTV Brasil) anunciou que estava retornando com o projeto, já que ele faz parte de uma estratégia de reposicionamento da MTV no Brasil. O primeiro artista convidado foi Tiago Iorc.

## Histórico
O primeiro episódio, gravado em 1990 por Marcelo Nova, foi apenas produzido como um episódio piloto e nunca exibido e nem lançado em disco, portanto, o Acústico MTV: Barão Vermelho (1991) foi o primeiro episódio oficial do programa. Embora o Acústico MTV: Barão Vermelho não tenha sido lançado em CD ou vinil na época, ele foi lançado pela primeira vez, comercialmente, em 2006, em um box com 3 DVDs, intitulado MTV Barão Vermelho (1991-2005), ao lado de outras duas performances da banda em programas da emissora: Balada MTV (1999) e MTV ao Vivo (2005).
O Acústico MTV: João Bosco (1992) foi o primeiro a ser lançado em CD e vinil, apesar de ter sido gravado após os acústicos de Marcelo Nova e Barão Vermelho. A edição em CD não contém o logo da MTV na capa e assim como o acústico de Marcelo Nova, foram os únicos não disponibilizados em formato de vídeo.
A série fez história quando o assunto é vendagem de CDs e lançamento de novos hits. O primeiro a ultrapassar a marca de 1 milhão de vendas, foi o Acústico MTV: Titãs (1997), com 1,7 milhões de cópias vendidas, número que foi superado apenas pelo Acústico MTV: Kid Abelha (2002), atingindo as duas milhões de cópias no Brasil.
O mais simples de todos os acústicos foi o Acústico MTV: Legião Urbana (1999), onde foram utilizados apenas dois violões e percussão sem requintes decorativos. Já o mais caro de todos foi o Acústico MTV: Art Popular (2000).
O projeto foi interrompido em 2007, após o lançamento do acústico do sambista Paulinho da Viola, sendo retomado em 2010, em comemoração dos 20 anos da MTV Brasil, com o segundo acústico de Lulu Santos.
Com o fim da gestão da MTV Brasil pelo Grupo Abril em setembro de 2013, a emissora passou a funcionar apenas na TV a cabo, e a partir de 2012, passou a não produzir mais o programa. Sendo assim, o último acústico foi com Arnaldo Antunes. Porém, em novembro de 2018, a Viacom, atual detentora dos direitos da MTV no Brasil, anunciou que estava retomando o projeto, já que ele faz parte de uma estratégia de reposicionamento da emissora no país.
Entre agosto e setembro de 2009, a MTV Brasil reexibiu todos os acústicos gravados entre 1994 e 2007. Já entre agosto e setembro de 2013, os acústicos foram novamente reprisados devido ao encerramento das transmissões da emissora na TV aberta.

### Nova MTV Brasil
A MTV, agora pertencente a Viacom, foi lançada em 2013 para substituir a emissora brasileira da MTV Brasil operada pelo Grupo Abril, da família Civita. Em 2019, oito anos após o seu cancelamento, o novo grupo decidiu retomar o projeto Acústico MTV como parte do reposicionamento da marca no país.
O artista escolhido para o retorno do especial Acústico MTV foi Tiago Iorc. Já em 1 de novembro de 2022, a MTV anunciou uma nova edição do Acústico MTV, agora com Manu Gavassi homenageando Rita Lee, cantando o álbum Fruto Proibido.

## Programas e álbuns
| #  | Gravação | Lançamento | Artista/Banda                                                                 | Artigo principal                                | Vendas/Certificações                                              | Ref.   |
| -- | -------- | ---------- | ----------------------------------------------------------------------------- | ----------------------------------------------- | ----------------------------------------------------------------- | ------ |
| 1  | 1990     |            | Marcelo Nova                                                                  | Acústico MTV: Marcelo Nova                      | Episódio piloto, nunca exibido pela emissora.                     | [ 13 ] |
| 2  | 1991     | 2006       | Barão Vermelho                                                                | Acústico MTV: Barão Vermelho                    |                                                                   | [ 14 ] |
| 3  | 1992     | 1992       | João Bosco                                                                    | Acústico MTV: João Bosco                        |                                                                   | [ 15 ] |
| 4  | 1992     | 1999       | Legião Urbana                                                                 | Acústico MTV: Legião Urbana                     | ABPD: Diamante = 900.000 +                                        | [ 17 ] |
| 5  | 1994     | 1994       | Gilberto Gil                                                                  | Acústico MTV: Gilberto Gil                      |                                                                   | [ 18 ] |
| 6  | 1995     | 1995       | Moraes Moreira                                                                | Acústico MTV: Moraes Moreira                    |                                                                   | [ 19 ] |
| 7  | 1997     | 1997       | Titãs                                                                         | Acústico MTV: Titãs                             | ABPD: Diamante + 2× Platina + 2× Ouro = 1.800.000 +               | [ 20 ] |
| 8  | 1997     | 1997       | Gal Costa                                                                     | Acústico MTV: Gal Costa                         | ABPD: Diamante = 500.000 +                                        | [ 21 ] |
| 9  | 1998     | 1998       | Rita Lee                                                                      | Acústico MTV: Rita Lee                          | ABPD: Platina = 350.000 (CD) ABPD: Platina = 250.000 (DVD)        | [ 22 ] |
| 10 | 1999     | 1999       | Os Paralamas do Sucesso                                                       | Acústico MTV: Os Paralamas do Sucesso           | ABPD: Ouro = 400.000 +                                            | [ 23 ] |
| 11 | 2000     | 2000       | Capital Inicial                                                               | Acústico MTV: Capital Inicial                   | ABPD: 3× Platina                                                  | [ 24 ] |
| 12 | 2000     | 2000       | Art Popular                                                                   | Acústico MTV: Art Popular                       |                                                                   | [ 25 ] |
| 13 | 2000     | 2000       | Lulu Santos                                                                   | Acústico MTV: Lulu Santos                       | ABPD: 3× Platina + Ouro = 900.000 +                               | [ 26 ] |
| 14 | 2001     | 2001       | Cássia Eller                                                                  | Acústico MTV: Cássia Eller                      | ABPD: Diamante = 900.000 +                                        | [ 27 ] |
| 15 | 2001     | 2001       | Roberto Carlos                                                                | Acústico MTV: Roberto Carlos                    |                                                                   | [ 28 ] |
| 16 | 2001     | 2002       | Cidade Negra                                                                  | Acústico MTV: Cidade Negra                      | ABPD: Ouro = 100.000 +                                            | [ 29 ] |
| 17 | 2002     | 2002       | Jorge Ben Jor                                                                 | Acústico MTV: Jorge Ben Jor                     |                                                                   | [ 30 ] |
| 18 | 2002     | 2002       | Kid Abelha                                                                    | Acústico MTV: Kid Abelha                        | ABPD: Diamante = 1.250.000 +; Vendas totais: 2.000.000 +          | [ 31 ] |
| 19 | 2003     | 2003       | Marina Lima                                                                   | Acústico MTV: Marina Lima                       | ABPD: Ouro 100.000 +                                              | [ 32 ] |
| 20 | 2003     | 2003       | Charlie Brown Jr.                                                             | Acústico MTV: Charlie Brown Jr.                 | ABPD: Platina 600.000 +                                           | [ 33 ] |
| 21 | 2003     | 2003       | Zeca Pagodinho                                                                | Acústico MTV: Zeca Pagodinho                    | ABPD: 2× Platina = 250.000 (CD) ABPD: 2× Diamante = 200.000 (DVD) | [ 34 ] |
| 22 | 2004     | 2004       | Ira!                                                                          | Acústico MTV: Ira!                              | ABPD: 2× Platina = 300.000 (CD/DVD)                               | [ 35 ] |
| 23 | 2004     | 2004       | Marcelo D2                                                                    | Acústico MTV: Marcelo D2                        | ABPD: Ouro = 100.000 +                                            | [ 36 ] |
| 24 | 2004     | 2004       | Engenheiros do Hawaii                                                         | Acústico MTV: Engenheiros do Hawaii             | ABPD: Ouro = 100.000 +                                            | [ 37 ] |
| 25 | 2005     | 2005       | Bandas Gaúchas: - Bidê ou Balde - Cachorro Grande - Ultramen - Wander Wildner | Acústico MTV: Bandas Gaúchas                    |                                                                   | [ 38 ] |
| 26 | 2005     | 2005       | O Rappa                                                                       | Acústico MTV: O Rappa                           |                                                                   | [ 39 ] |
| 27 | 2005     | 2005       | Ultraje a Rigor                                                               | Acústico MTV: Ultraje a Rigor                   | ABPD: Ouro = 100.000 +                                            | [ 40 ] |
| 28 | 2006     | 2006       | Lenine                                                                        | Acústico MTV: Lenine                            |                                                                   | [ 41 ] |
| 29 | 2006     | 2006       | Zeca Pagodinho                                                                | Acústico MTV: Zeca Pagodinho 2 - Gafieira       | ABPD: 2× Platina = 200.000 (CD) ABPD: 2× Platina = 100.000 (DVD)  | [ 42 ] |
| 30 | 2006     | 2007       | Lobão                                                                         | Acústico MTV: Lobão                             | 30.000 +                                                          | [ 43 ] |
| 31 | 2007     | 2007       | Sandy & Junior                                                                | Acústico MTV: Sandy & Junior                    | ABPD: 2× Platina = 200.000 + (CD) ABPD: Platina = 100.000 + (DVD) | [ 44 ] |
| 32 | 2007     | 2007       | Paulinho da Viola                                                             | Acústico MTV: Paulinho da Viola                 |                                                                   | [ 45 ] |
| 33 | 2010     | 2010       | Lulu Santos                                                                   | Acústico MTV: Lulu Santos II                    | ABPD: 25.000                                                      | [ 46 ] |
| 34 | 2011     | 2012       | Arnaldo Antunes                                                               | Acústico MTV: Arnaldo Antunes                   |                                                                   | [ 48 ] |
| 35 | 2019     | 2019       | Tiago Iorc                                                                    | Acústico MTV: Tiago Iorc                        | Apenas digital, nunca lançado em formato físico                   | [ 49 ] |
| 36 | 2022     | 2023       | Manu Gavassi                                                                  | Acústico MTV: Manu Gavassi canta Fruto Proibido | Apenas digital, nunca lançado em formato físico                   | [ 50 ] |

## Prêmios

### Grammy Latino
O prêmio Grammy Latino é realizado desde 2000, para homenagear os artistas da música da América Latina. O projetou já ganhou no total seis Grammys, e tendo três indicações.
| Ano  | Nomeação                                       | Categoria                                    | Resultado |
| ---- | ---------------------------------------------- | -------------------------------------------- | --------- |
| 2000 | "Acústico MTV" por Os Paralamas do Sucesso     | Melhor Álbum de Rock Brasileiro              | Venceu    |
| 2000 | "Acústico MTV" por Legião Urbana               | Melhor Álbum de Rock Brasileiro              | Indicação |
| 2002 | "Acústico MTV" por Cássia Eller                | Melhor Álbum de Rock Brasileiro              | Venceu    |
| 2003 | "Acústico MTV" por Kid Abelha                  | Melhor Álbum de Pop Contemporâneo Brasileiro | Indicação |
| 2006 | "Acústico MTV" por O Rappa                     | Melhor Álbum de Rock Brasileiro              | Indicação |
| 2007 | "Acústico MTV" por Lobão                       | Melhor Álbum de Rock Brasileiro              | Venceu    |
| 2007 | "Acústico MTV" por Lenine                      | Melhor Álbum de Pop Contemporâneo Brasileiro | Venceu    |
| 2007 | "Acústico MTV 2 - Gafieira" por Zeca Pagodinho | Melhor Álbum de Samba/Pagode                 | Venceu    |
| 2008 | "Acústico MTV" por Paulinho da Viola           | Melhor Álbum de Samba/Pagode                 | Venceu    |

## O Melhor do Acústico MTV
Em 2005, é lançada a coletânea O Melhor do Acústico MTV, em CD e DVD pela Sony BMG, e que traz as melhores músicas do Acústico MTV gravadas até então. Posteriormente foi lançado um segundo volume, O Melhor do Acústico MTV 2, pela Universal Music.

### Volume 1
| N.º | Título                 | Intérprete                         | Duração |  |
| 1.  | "Agora Só Falta Você"  | Rita Lee                           | 3:26    |  |
| 2.  | "Lágrimas e Chuva"     | Kid Abelha                         | 4:11    |  |
| 3.  | "Malandragem"          | Cássia Eller                       | 4:00    |  |
| 4.  | "Independência"        | Capital Inicial                    | 3:50    |  |
| 5.  | "Tarde Vazia"          | Ira! part. Samuel Rosa             | 4:16    |  |
| 6.  | "Tempos Modernos"      | Lulu Santos                        | 3:45    |  |
| 7.  | "Girassol"             | Cidade Negra                       | 4:03    |  |
| 8.  | "O Papa é Pop"         | Engenheiros do Hawaii              | 3:19    |  |
| 9.  | "O Segundo Sol"        | Cássia Eller                       | 4:14    |  |
| 10. | "Vapor Barato"         | Gal Costa part. Zeca Baleiro       | 7:18    |  |
| 11. | "Doce Vampiro"         | Rita Lee                           | 3:44    |  |
| 12. | "Eu Tive um Sonho"     | Kid Abelha                         | 3:08    |  |
| 13. | "Eu Vou Estar"         | Capital Inicial part. Zélia Duncan | 3:30    |  |
| 14. | "O Girassol"           | Ira!                               | 4:05    |  |
| 15. | "Vida Real"            | Engenheiros do Hawaii              | 3:05    |  |
| 16. | "O Pulso"              | Titãs part. Arnaldo Antunes        | 3:16    |  |
| 17. | "Samba Makossa"        | Charlie Brown Jr. part. Marcelo D2 | 4:12    |  |
| 18. | "Loadeando (Rude-Boy)" | Marcelo D2 part. Stephan           | 3:34    |  |
| 19. | "Não Sou Mais Disso"   | Zeca Pagodinho                     | 3:35    |  |
| 20. | "Filho Maravilha"      | Jorge Ben Jor                      | 3:09    |  |

### Volume 2
| N.º | Título                                                           | Intérprete                           | Duração |  |
| 1.  | "Fixação"                                                        | Kid Abelha                           |         |  |
| 2.  | "Assim Caminha a Humanidade"                                     | Lulu Santos                          |         |  |
| 3.  | "Tudo que Vai"                                                   | Capital Inicial                      |         |  |
| 4.  | "Papai me Empresta o Carro"                                      | Rita Lee part. Titãs                 |         |  |
| 5.  | "Flores em Você"                                                 | Ira!                                 |         |  |
| 6.  | "Infinita Highway"                                               | Engenheiros do Hawaii                |         |  |
| 7.  | "Relicário"                                                      | Cássia Eller part. Nando Reis        |         |  |
| 8.  | "Qual é?"                                                        | Marcelo D2                           |         |  |
| 9.  | "Hoje"                                                           | Charlie Brown Jr. part. Marcelo Nova |         |  |
| 10. | "Feira Moderna"                                                  | Os Paralamas do Sucesso              |         |  |
| 11. | "Firmamento"                                                     | Cidade Negra                         |         |  |
| 12. | "Grand' Hotel"                                                   | Kid Abelha                           |         |  |
| 13. | "A Cura"                                                         | Lulu Santos                          |         |  |
| 14. | "Lança Perfume"                                                  | Rita Lee                             |         |  |
| 15. | "Natasha"                                                        | Capital Inicial                      |         |  |
| 16. | "E.C.T."                                                         | Cássia Eller                         |         |  |
| 17. | "Era um Garoto que Como Eu Amava os Beatles e os Rolling Stones" | Engenheiros do Hawaii                |         |  |
| 18. | "Vai Vendo"                                                      | Marcelo D2                           |         |  |
| 19. | "W/ Brasil (Chama o Síndico)"                                    | Jorge Ben Jor                        |         |  |
| 20. | "Maneiras"                                                       | Zeca Pagodinho                       |         |  |